# Trophée Duval-Leroy
Le Trophée Duval-Leroy est un concours de sommellerie français pour les sommeliers de moins de 24 ans. Ce concours a succédé au Trophée Ruinart ayant cessé en 2007.

## Édition 2009
La première édition de ce concours a eu lieu en 2009 et a rassemblé 168 participants.
L'Union de la sommellerie française a organisé les épreuves de présélections et amené le nombre de demi-finalistes à 12 candidats. La demi-finale puis la finale étaient organisées les 8 et 9 novembre 2009 en Champagne, à Vertus, dans la côte des blancs, lieu emblématique de la maison Duval-Leroy depuis la création de la maison de champagne en 1859. 
Parmi les 4 finalistes : Jonathan Bauer-Monneret (Constance Belle Mare Plage à l'Ile Maurice), Vincent Drubay (L'Envie du Sud à Toulouse), Mikael Grou (Hôtel Georges V à Paris) et Guillaume Husson (Maison Decoret à Vichy); Jonathan Bauer l'a emporté après une dernière série d'épreuves en public.
En 2019, Charlotte Guyot devient la première femme à remporter le Trophée Duval-Leroy.